# 金森南塘
金森 南塘（かなもり なんとう、文政6年（1823年）11月‐明治37年（1904年）8月31日）は明治時代の日本画家。

## 来歴
文政6年11月、山内林斎の弟に生まれる。名可清。春木南湖の門人。あるいは嶋田南山の門人ともいわれ、人物画をよくする。明治26年（1893年）の日本青年絵画協会第2回絵画共進会に「年中行事」を出品、明治27年（1894年）の日本青年絵画協会第3回絵画共進会に「内福外鬼図」を出品、この作品が三等褒状を受けており、明治28年（1895年）の日本青年絵画協会第4回絵画共進会にも作品を出品している。明治29年（1896年）の日本絵画協会第1回絵画共進会に「大久保機警」を出品して二等褒状、明治30年（1897年）の日本絵画協会第2回絵画共進会に「百福」を出品、三等褒状を受け、また、翌明治31年（1898年）の日本絵画協会第4回絵画共進会にも「百福」を出品して活躍している。養子に金森南耕がいる。